# Géométrie moléculaire prismatique trigonale
La géométrie moléculaire prismatique trigonale est la géométrie des molécules dans lesquelles six atomes, groupes d'atomes ou ligands sont disposés autour d'un atome central, en occupant les sommets d'un prisme triangulaire.

## Exemples
L'hexaméthyltungstène (W(CH3)6) était le premier exemple d'un complexe à géométrie moléculaire prismatique trigonale. L'image indique les six carbones disposés aux sommets d'un prisme triangulaire avec le tungstène au centre. Les hydrogènes ne sont pas indiqués. 
Certains autres métaux de transition possèdent des complexes hexaméthyle prismatiques trigonaux, comprenant à la fois des molécules neutres tels que Mo(CH3)6 et Re(CH3)6 et des ions tels que Ta(CH3)6− et Zr(CH3)62−.
Le complexe Mo(S−CH=CH−S)3 est également prismatique trigonal, avec chaque groupe S−CH=CH−S jouant le rôle de ligand bidenté avec deux atomes de soufre se liant à l'atome de métal. Ici, la géométrie de coordination des six atomes de soufre autour du molybdène est similaire à celle de la structure étendue du disulfure de molybdène (MoS2).